# Referèndum estatutari a Catalunya de 2006
El referèndum sobre l'Estatut d'Autonomia de Catalunya va tenir lloc en aquest territori, amb caràcter vinculant, el 18 de juny de 2006, per a decidir al voltant de l'entrada o no en vigor de la reforma de l'Estatut d'Autonomia de Catalunya aprovada per les Corts Generals d'Espanya, en sessió del Senat, el 10 de maig de 2006.
El referèndum de ratificació fou convocat pel president de la Generalitat de Catalunya, Pasqual Maragall, el 18 de maig de 2006, pocs dies després del cessament dels consellers d'Esquerra Republicana de Catalunya del Govern. Tingué la següent pregunta, redactada en les dues llengües oficials del país:
«Aproveu el projecte d'Estatut d'autonomia de Catalunya?».
Només el 36% del catalans amb dret a vot va aprovar el nou text proposat (menys del 50% de participació), en una iniciativa caracteritzada per la indiferència popular, malgrat que la majoria de la classe política li donava suport.

## Prohibició d'incentivar la participació
Per una impugnació impulsada pel Partit Popular i Esquerra Republicana de Catalunya, la Junta Electoral Central d'Espanya va prohibir, en una decisió sense precedents des del restabliment de la Generalitat el 1977, el foment exprés del vot per part d'aquesta i les altres Administracions públiques. Aquesta prohibició fou ratificada pel Tribunal Suprem d'Espanya.

## Posició dels partits
- Demanaren el sí al nou Estatut: Convergència i Unió,[5] Partit dels Socialistes de Catalunya[6] i Iniciativa per Catalunya Verds.[7]
- Demanaren el no al nou Estatut: Esquerra Republicana de Catalunya,[8] Candidatura d'Unitat Popular[9] i Partit Popular de Catalunya.[10]

### Plataformes ciutadanes
Es van crear moltes plataformes per demanar el vot en diversos sentits:
- Sí: Estatut Jo Sí
- No: Antifranquistes pel no, Arquitectes pel no, Diguem No (integrada per la Campanya Unitària per l'Autodeterminació i la Plataforma Pel dret de decidir i més de 130 entitats més), Sindicalistes pel no, Plataforma Pel dret de decidir, Economistes pel no.
- Abstenció:
- Vot en blanc:
- Vot nul: Vota lliure, vota independència

## Resultats
Els següents són els resultats del referèndum estatutari:
- Electors: 5.310.103
  - Votants: 2.594.167 (participació del 48,9%)
    - Sí: 1.899.897 (73,2%)
    - No: 533.742 (20,6%)
    - Blancs: 137.207 (5,3%)
    - Nuls: 23.321 (0,9%)

### Resultats comarcals
Llistat comarcal del resultats del referèndum:
| Territori              | Vots Sí | Sí (%) | Vots No | No (%) | Vots blanc | Vots nul | Vots totals emesos | Cens      | Participació (%) |
| ---------------------- | ------- | ------ | ------- | ------ | ---------- | -------- | ------------------ | --------- | ---------------- |
| Berguedà               | 12.896  | 76,92% | 2.719   | 16,22% | 1.005      | 146      | 16.766             | 32.362    | 51,81%           |
| Pla d'Urgell           | 10.206  | 74,47% | 2.592   | 18,91% | 809        | 98       | 13.705             | 24.673    | 55,55%           |
| Baix Empordà           | 32.229  | 76,03% | 7.328   | 17,29% | 2.389      | 444      | 42.390             | 84.477    | 50,18%           |
| Residents Absents      | 17.364  | 72,62% | 4.997   | 20,9%  | 1.225      | 325      | 23.911             | 108.388   | 22,06%           |
| Bages                  | 51.704  | 75,93% | 11.795  | 17,32% | 3.954      | 638      | 68.091             | 133.546   | 50,99%           |
| Alt Empordà            | 28.698  | 71,93% | 8.271   | 20,73% | 2.439      | 489      | 39.897             | 80.966    | 49,28%           |
| Segrià                 | 49.689  | 73,18% | 13.904  | 20,48% | 3.632      | 673      | 67.898             | 137.654   | 49,33%           |
| Ripollès               | 9.675   | 77,7%  | 1.909   | 15,33% | 769        | 99       | 12.452             | 21.583    | 57,69%           |
| Solsonès               | 3.356   | 67,01% | 1.115   | 22,26% | 476        | 61       | 5.008              | 9.701     | 51,62%           |
| Consell General d'Aran | 1.830   | 69,19% | 662     | 25,03% | 135        | 18       | 2.645              | 6.671     | 39,65%           |
| Alt Penedès            | 29.707  | 76,81% | 6.521   | 16,86% | 2.100      | 348      | 38.676             | 71.143    | 54,36%           |
| Terra Alta             | 4.521   | 77,55% | 974     | 16,71% | 292        | 43       | 5.830              | 10.020    | 58,18%           |
| Maresme                | 113.593 | 74,52% | 29.776  | 19,53% | 7.821      | 1.242    | 152.432            | 299.333   | 50,92%           |
| Vallès Occidental      | 217.171 | 74,53% | 57.530  | 19,74% | 14.381     | 2.297    | 291.379            | 617.914   | 47,16%           |
| Conca de Barberà       | 6.553   | 73,91% | 1.680   | 18,95% | 536        | 97       | 8.866              | 15.700    | 56,47%           |
| Garrigues              | 6.988   | 75,95% | 1.728   | 18,78% | 418        | 67       | 9.201              | 15.741    | 58,45%           |
| Ribera d'Ebre          | 7.924   | 76,43% | 1.826   | 17,61% | 534        | 84       | 10.368             | 17.616    | 58,86%           |
| Garrotxa               | 16.672  | 77,33% | 3.315   | 15,38% | 1.325      | 247      | 21.559             | 39.533    | 54,53%           |
| Noguera                | 11.493  | 74,84% | 2.803   | 18,25% | 946        | 115      | 15.357             | 28.857    | 53,22%           |
| Garraf                 | 33.734  | 74,5%  | 9.003   | 19,88% | 2.194      | 347      | 45.278             | 94.425    | 47,95%           |
| Cerdanya               | 4.381   | 71,68% | 1.274   | 20,84% | 396        | 61       | 6.112              | 12.443    | 49,12%           |
| Selva                  | 36.577  | 74,81% | 9.216   | 18,85% | 2.629      | 474      | 48.896             | 103.652   | 47,17%           |
| Tarragonès             | 48.386  | 66,75% | 20.008  | 27,6%  | 3.546      | 545      | 72.485             | 156.196   | 46,41%           |
| Baix Camp              | 40.296  | 70,24% | 13.376  | 23,32% | 3.160      | 538      | 57.370             | 121.456   | 47,24%           |
| Baix Ebre              | 20.371  | 76,65% | 4.784   | 18,0%  | 1.228      | 192      | 26.575             | 54.950    | 48,36%           |
| Alt Camp               | 11.513  | 73,11% | 3.214   | 20,41% | 891        | 129      | 15.747             | 31.065    | 50,69%           |
| Pallars Sobirà         | 2.266   | 76,63% | 483     | 16,33% | 179        | 29       | 2.957              | 5.496     | 53,8%            |
| Segarra                | 5.483   | 72,41% | 1.553   | 20,51% | 485        | 51       | 7.572              | 14.495    | 52,24%           |
| Urgell                 | 10.065  | 73,6%  | 2.655   | 19,41% | 848        | 108      | 13.676             | 25.139    | 54,4%            |
| Anoia                  | 30.178  | 75,44% | 7.369   | 18,42% | 2.173      | 283      | 40.003             | 82.718    | 48,36%           |
| Pla de l'Estany        | 8.230   | 71,63% | 2.254   | 19,62% | 850        | 156      | 11.490             | 20.440    | 56,21%           |
| Pallars Jussà          | 4.730   | 81,01% | 743     | 12,72% | 328        | 38       | 5.839              | 10.282    | 56,79%           |
| Priorat                | 3.804   | 74,43% | 935     | 18,29% | 317        | 55       | 5.111              | 7.751     | 65,94%           |
| Vallès Oriental        | 99.944  | 75,39% | 24.945  | 18,82% | 6.713      | 970      | 132.572            | 272.723   | 48,61%           |
| Baix Llobregat         | 194.959 | 73,21% | 56.400  | 21,18% | 12.967     | 1.957    | 266.283            | 571.400   | 46,6%            |
| Gironès                | 41.832  | 71,02% | 12.375  | 21,01% | 3.815      | 882      | 58.904             | 113.742   | 51,79%           |
| Barcelonès             | 582.791 | 71,68% | 180.077 | 22,15% | 42.262     | 7.927    | 813.057            | 1.623.440 | 50,08%           |
| Montsià                | 17.544  | 77,89% | 3.788   | 16,82% | 1.064      | 129      | 22.525             | 46.363    | 48,58%           |
| Alta Ribagorça         | 1.226   | 80,98% | 211     | 13,94% | 67         | 10       | 1.514              | 3.082     | 49,12%           |
| Osona                  | 43.390  | 73,47% | 10.753  | 18,21% | 4.293      | 621      | 59.057             | 105.607   | 55,92%           |
| Alt Urgell             | 6.275   | 77,1%  | 1.328   | 16,32% | 458        | 78       | 8.139              | 15.963    | 50,99%           |
| Baix Penedès           | 19.653  | 73,96% | 5.553   | 20,9%  | 1.158      | 210      | 26.574             | 61.397    | 43,28%           |